# ロックステディ
ロックステディ（rocksteady）は、1966年から1968年の間にジャマイカで流行したポピュラー音楽の一種。スカとレゲエの中間の時代に流行した。

## 歴史

### 黎明期
スカの時代が1962年から1966年ごろだったのに対して、ロックステディの時代は短く、1966年から1968年ごろまでだった。この時期はジャマイカの音楽産業にとっても、大きな発展を遂げた時代だった。スカ時代のコクソン・ドッド、デューク・リードの二大サウンド・システム/レーベルが、より明確に音楽ビジネスを行うようになった。ロックステディの名前は、アルトン・エリスの曲「ロックステディ」で歌われたダンスのスタイルに由来する。ロックステディの歌詞は恋愛についてが多く、ルードボーイについて歌われたが、レゲエが台頭するにつれ、ラスタファリなどの歌詞への変化が見られた。
プロデューサーのデューク・リードは、スカの時代にはライバルのコクソン・ドッドがスカタライツをプロデュースするなどしてスタジオ・ワンに大きく水をあけられていたが、ロックステディの時代の到来をチャンスととらえた。彼のトレジャー・アイル・レーベルから、アルトン・エリスの「ガール・アイヴ・ガット・ア・デイト」をリリースしヒットした。同様にテクニークス、シルバートーンズ、ジャマイカンズ、パラゴンズといったバンドも録音した。これらのバンドとのデューク・リードの仕事は、ロックステディの歌のサウンドを確立するのを助けた。デルロイ・ウィルソン、ボブ・アンディ、ケン・ブース、フィリス・ディロン（ロックステディの女王として知られる）などのソロシンガーたちを生み出した。
デューク・リードによるミュージシャンの引き抜きによってコクソン・ドッドは一時的に凋落する。しかし、キーボード奏者のジャッキー・ミットゥを中心にしたハウスバンドの演奏で、アルトン・エリス(デューク・リード側から再び引き抜く)、ケン・ブース、デルロイ・ウィルソンらの曲をレコーディングした。その後、一躍人気グループとなったヘプトーンズもコクソンの下でデビューした。ヘプトーンズの登場によって、再び二大サウンド・システム/レコード・レーベルは均衡を保たれた。
アルトン・エリスは彼のヒット曲「ガール・アイヴ・ガット・ア・デイト」によってロックステディの父と一般に言われているが、最初のロックステディのシングルの他の候補としては、ホープトン・ルイスの「テイク・イット・イージー」、デリック・モーガンの「タファー・ザン・タフ」、ロイ・シャーリーの「ホールド・デム」が含まれる。

### 全盛期
音楽ビジネスが成長するに従って、それまではジャズなどの音楽の才能に溢れた演奏家が占めていたスカの時代から、同時期のアメリカ合衆国の音楽（ソウルやR&Bなど）に多くの影響を受けた同じ世代のミュージシャンが輩出した。この時期重要だったミュージシャンは、ギタリストのリン・テイト、キーボード奏者のジャッキー・ミットゥ、ドラマーのウインストン・グレナン、ベースのジャッキー・ジャクソン、サックス奏者のトミー・マクックなどがいる。
トリニダード島生まれのリン・テイトはアレンジの才能に溢れ、1962年にジャマイカに移住し、1968年にカナダに移住するまでの期間、メントやカリプソの影響を受けたギターの演奏がロックステディの緩いリズムにマッチした。
ジャッキー・ミットゥは、スカタライツに参加し、1965年のオリジナル・スカタライツ解散後はコクソン・ドッドの下でソウル・ブラザース（後にソウル・ベンダーズ）を結成。スタジオ・ワン産のロックステディの曲を作った。
1960年代後半に、いくつかの要素がロックステディからレゲエへと発展させた。変化の一つの要因には、ロックステディのアレンジの鍵を握っていたジャッキー・ミットゥやリン・テイトがカナダに移住するなど、多くの音楽家がジャマイカを離れたことが挙げられる。また、ジャマイカのスタジオ技術の近代化により、音質と録音のスタイルに顕著な効果があった。ベースのパターンはより複雑で、サウンドの中でも目立つようになり、ピアノは電子オルガンに取って替わられた。ホーンを入れない傾向が強まり、リズムギターはますますパーカッシブに、ドラムはより正確で複雑なスタイルに変化した。
1970年代初期には、ラスタファリ運動が勢いを増して、楽曲はそれまでの恋愛についてよりも、黒人としての自覚や政治に対する抗議、あるいは大麻やジャーを讃える内容が増えてきた。ロックステディは、ジャマイカのポピュラー音楽史の中では短命であったが、この時期からリディムの使いまわしというジャマイカ音楽特有の音楽手法が生まれ、アルトン・エリスの「マッド・マッド」のリディムは後にイエローマン「ズングズンググズングゼン」に流用され、アメリカ合衆国のヒップホップもクールハークが伝えたDJの手法から発展していった。ジャマイカの音楽や欧米の音楽でも、もともとはロックステディで創られた多くのベースラインが引用され続けており、後に続くレゲエとその後のダンスホールレゲエにも多大な影響を与えている。

## 音楽的特徴
ロックステディのダンスは、初期の躍動的なスカのダンスに比べて緩やかなスタイルである。ロックステデイは、よりゆっくりしたテンポ、管楽器の使用の減少、ベースの役割の変容においてスカと異なっている。スカでは、ベースのパートはウォーキング・ベースと呼ばれるスタイルで均等に四分音符をプレイする傾向があるが、ロックステディにおいては、ベース部分はしばしばギターリフで重ねられて、メロディアスで反復性のあるリフを用い、シンコペーションを強調して演奏された。
ロックステディの時代には、コーラスグループも活躍した。ウェイラーズ、ゲイラッズ、トゥーツ&ザ・メイタルズ、パラゴンズ、メロディアンズ、カールトン&ザ・シューズ、テクニークスといったジャマイカのコーラスグループは、しばしばアメリカ合衆国のリズム・アンド・ブルースやソウルミュージックのヒット曲をカバーした。いずれも三位一体思想の影響から3人組のコーラスグループであり、同時期にアメリカ合衆国で流行したソウルのコーラスグループ（例えばインプレッションズなど）を参考にして、美しいハーモニーで聞かせるスタイルをとっている。